# Rhyacophila forcipulata
Rhyacophila forcipulata là một loài Trichoptera trong họ Rhyacophilidae. Chúng phân bố ở miền Cổ bắc.